# Contact Special
Contact Special — компиляция треков Джеффа Миллза (англ. Jeff Mills), выпущенная в 2005 году лейблом Axis специально для японского рынка.

## Об альбоме
На этой компиляции содержатся 18 треков, которые были записаны Джеффом Миллзом для специального проекта, длившегося весь 2004 год. Суть этого проекта заключалась в том, что крайне ограниченным тиражом издавались 7" пластинки — три группы по три таких пластинки. Доступны эти релизы были исключительно на различных мероприятиях лейбла Axis и в широкую продажу не поступали.
Все представленные на этой компиляции треки по продолжительности редко длятся больше четырёх минут, так как формат 7’’ пластинок не рассчитан на большее. Как верно было подмечено некоторыми критиками, эти треки показывают мастерство артиста в создании минималистичных звуковых зарисовок и необходимы для ознакомления всем, кто хочет разобраться и понять, что такое настоящее минимал-техно.

## Список композиций
1. Another Day In The Jungle — 3:05
2. Belief System — 4:08
3. Our Natural Ability — 4:07
4. Detections Of A Unknown Force — 4:07
5. Proceed With Caution — 4:08
6. Don’t Look Into The Light — 4:07
7. Touched — 3:42
8. Revealing The Infinite — 4:02
9. Transfusion — 4:04
10. Far Beyond The Dream — 4:09
11. Intruder Alert — 4:12
12. Interference — 4:14
13. Bi-Optic Implants — 3:03
14. The Rise Of A New Reality — 3:04
15. A Universal Voice That Speaks To All That Will Listen — 3:33
16. Long Journey Home — 3:14
17. Wait, Another Detection — 3:04
18. Another Day, Another Jungle — 3:05